# Fibria
Fibria ist ein brasilianisches Unternehmen mit Firmensitz in São Paulo.
Das Unternehmen ist in der Papierherstellung tätig. Geleitet wird Fibria von Marcelo Strufaldi Castelli. Das Unternehmen entstand 2009 aus einer Fusion der Unternehmen Votorantim Celulose e Papel (ehemaliges Tochterunternehmen von Grupo Votorantim) und Aracruz. Rund 18.300 Mitarbeiter sind bei Fibria beschäftigt.
Fibria ist der weltweit größte Hersteller von Zellstoff aus Eukalyptus. Dieser wird erzeugt aus Plantagen.
Mit mehr als 18.300 Mitarbeitern in fünf Ländern hat Fibria eine jährliche Zellstoffproduktionskapazität von 7,25 Millionen Tonnen. In Brasilien befinden sich seine Werke in Aracruz (Bundesstaat Espírito Santo), Jacareí (Bundesstaat São Paulo), Três Lagoas (Bundesstaat Mato Grosso do Sul) und Eunápolis (Bundesstaat Bahia), letztere als Partner in Veracel, einem Joint Venture mit dem schwedischen Papierkonzern Stora Enso. Im Distrikt Barra do Riacho in Aracruz betreibt das Unternehmen in Zusammenarbeit mit Cenibra Portocel den einzigen brasilianischen Hafen, der auf die Herstellung von Zellstoff spezialisiert ist, mit einer jährlichen Umschlagkapazität von 7,5 Millionen Tonnen. Fibrias Zellstoff wird in 35 Länder exportiert.
Seine forstwirtschaftlichen Aktivitäten basieren auf nachwachsenden Wäldern und umfassen 1.092 Millionen Hektar, von denen 374.000 für den Umweltschutz, 656.000 für die Anpflanzung von Eukalyptuswäldern und 61.000 für andere Zwecke bestimmt sind.
In Kanada betreibt Fibria das Forschungszentrum Fibria Innovations, das Studien zu Ligninanwendungen durchführt, und hält eine Beteiligung von 8,3 % an CelluForce, dem weltweit führenden Hersteller von nanokristallinem Zellulose.
In den USA investiert das Unternehmen in eine Partnerschaft mit der Ensyn Corporation, an der es einen Anteil von 12,1 % hält, in biobasierte erneuerbare Brennstoffe.
In Finnland erwarb Fibria einen Anteil von 18 % an Spinnova, einem Start-up, das aus Holzfasern umweltverträgliche Technologien entwickelt, um Garne und Fäden zu produzieren, die Baumwolle, Viskose und andere Rohstoffe für die Textilindustrie ersetzen können.
2018 wurde Fibria von Suzano mittels einer Fusion zu Suzano S.A. übernommen.